# صموئيل بيتر شيلينغ
صموئيل بيتر شيلينغ (بالألمانية: Peter Samuel Schilling)‏ هو عالم حشرات ألماني، ولد في 10 أبريل 1773 في Radziejów, Opole Voivodeship ‏ في بولندا، وتوفي في 15 ديسمبر 1852 في فروتسواف في بولندا.